# ABC-Schutz

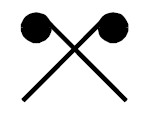
Taktisches Zeichen für den ABC-Schutz

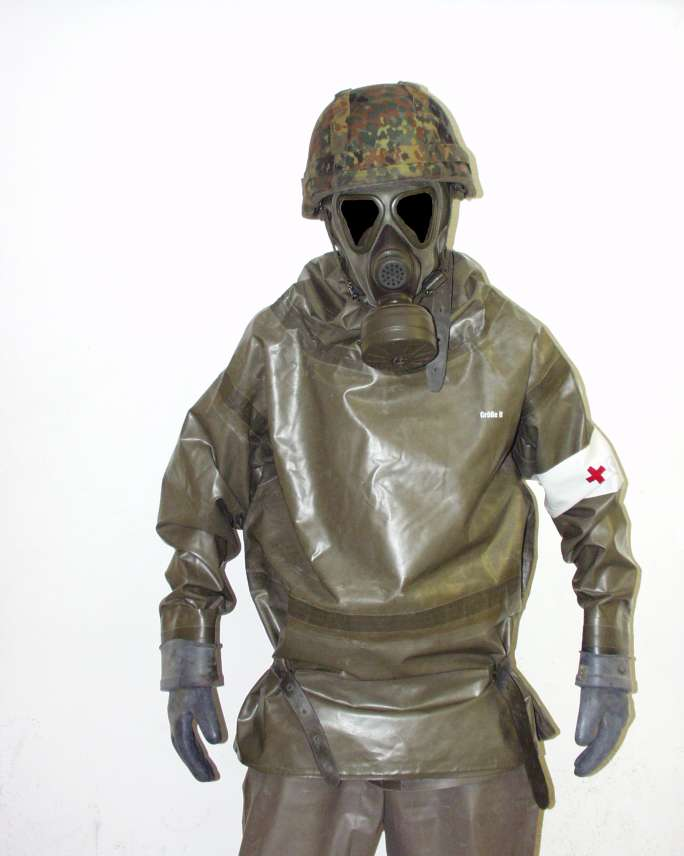
ABC-Sonderschutzbekleidung Zodiak der Bundeswehr

Als ABC-Schutz bezeichnet man den Schutz vor atomaren, biologischen und chemischen Gefahren einschließlich ABC-Waffen oder Gefahrgutunfällen, beispielsweise direkt durch ABC-Schutzmasken, Schutzräume und Bunkeranlagen, aber auch weiter gefasst durch Abspüren gefährdeter und Abgrenzen kontaminierter Bereiche.
Im deutschsprachigen Raum gebräuchliche Alternativbezeichnungen zum Akronym „ABC“ sind:
- CBRN (von chemisch, biologisch, radiologisch und nuklear oder engl. Chemical, Biological, Radiological and Nuclear) als ABC-Schutz mit der Präzisierung des klassischen Begriffs „atomare Gefahren“: radiologische (radioaktive, strahlende Stoffe) und nukleare (z. B. Atomwaffen, AKW-Unglücke) Vorfälle,
- bzw. CBRNE (CBRN ergänzt um explosionsgefährdete Stoffe, auf Englisch: „explosives“) zur ausdrücklichen Erweiterung um Vorfälle mit Explosivstoffen,
- sowie GSG (für Gefährliche Stoffe und Güter), wobei letztere Bezeichnung atomare und biologische Schadstoffe, die nicht als Güter gelagert oder transportiert werden, ausblendet.

Dementsprechend spricht man bei einem Einsatzszenario mit derartigen Gefahren von einem ABC-Einsatz, CBRN- bzw. CBRNE-Einsatz, GSG-Einsatz (Einsatz mit gefährlichen Stoffen und Gütern) oder auch Gefahrstoffeinsatz. In Österreich ist zudem die Bezeichnung Schadstoffeinsatz gebräuchlich.

## Zuständigkeiten

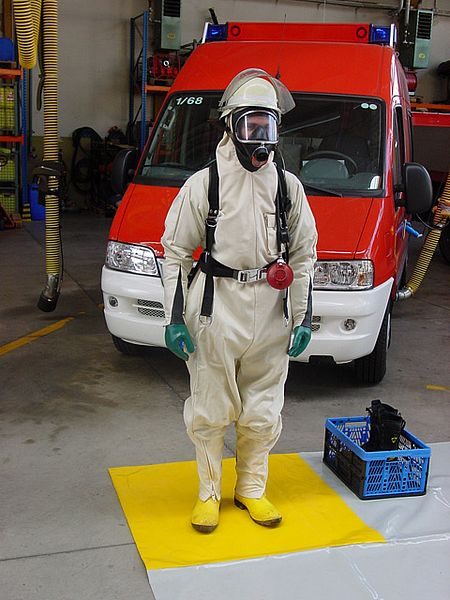
Kontaminationsschutzanzug einer Feuerwehr

In Deutschland obliegt der ABC-Schutz für militärisches Personal der Bundeswehr (siehe ABC-Abwehr); der ABC-Schutz für die Zivilbevölkerung ist in der Zuständigkeit des Bundesinnenministeriums im Rahmen des Zivilschutzes bzw. der Länder im Rahmen des Katastrophenschutzes (siehe ABC-Dienst). Hierbei wird meistens auf Spezialeinheiten der Feuerwehr und anderer Behörden und Organisationen mit Sicherheitsaufgaben zurückgegriffen.

## Einteilung der Maßnahmen
Die Einteilung der Maßnahmen kann nach Ausmaß des Einsatzfeldes, Methode oder dem verwendeten Gefahrstoff bzw. Waffentyp erfolgen.

### Ausmaß
Abhängig vom Ausmaß des Einsatzfeldes variieren die im Zivil- und Katastrophenschutz angeforderten Spür- und Messmittel analog zu den Versorgungsstufen im Bevölkerungsschutz. Dies entspricht dem CBRN-Ausstattungskonzept für die ergänzende Ausstattung des Bundes für den Katastrophenschutz:
- Stufe 1: reguläre (im Zivilbereich: kommunale) Messtechnik
- Stufe 2: CBRN-Erkundungswagen (CBRN ErkW, vormals ABC-Erkundungskraftwagen ABC-ErkKW)[1]
- Stufe 3: zusätzliche CBRN ErkW an Gefährdungsschwerpunkten
- Stufe 4: Analytische Task Force (ATF)

### Methodisch

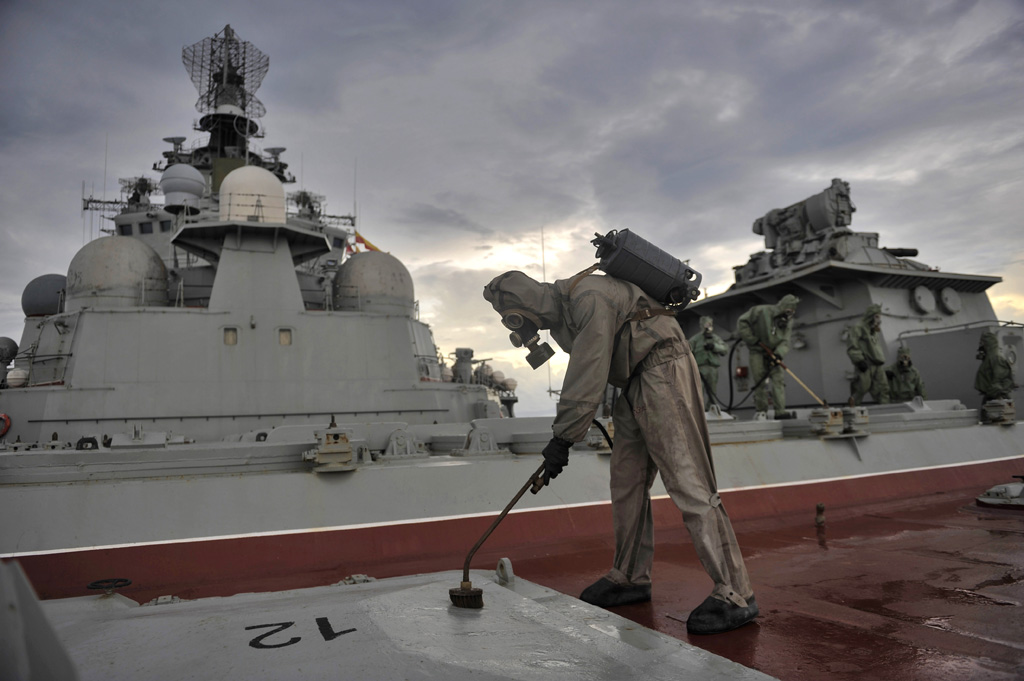
ABC-Schutz-Übungen an Bord des russischen Schlachtkreuzers Pjotr Weliki

- Medizinischer ABC-Schutz: Prophylaxe, Diagnostik, Triage, Therapie usw.
- Militärischer ABC-Schutz: ABC-Abwehr-Trupp (→ Spürtrupp), TEP (TruppenEntseuchungsPlatz: Dekontaminationsanlage/-platz), Kampfstoffspüren
- Technischer ABC-Schutz: Dieser gliedert sich auf in
  - Dekontamination (Entstrahlung, Entwesung, Entseuchung, Entgiftung) zur Wiederherstellung der Einsatzbereitschaft (militärisch) bzw. zur Rückkehr zu normalen Lebensumständen
  - Detektion (Erkundung) und Warnung vor der Gefahr
  - Schutz des Lebens und der Gesundheit
    - Individueller oder Einzelschutz (Schutzbekleidung, Schutzmaske)
    - Kollektiver oder Sammelschutz

### Nach Waffen
Aufgrund des aktuellen Bedrohungsszenarios tritt der Schutz vor der Wirkung von klassischen Nuklearwaffen (A-Waffen) im Vergleich zum Schutz vor chemischen (C-) und biologischen (B-)Waffen zunehmend in den Hintergrund, wohingegen die schmutzige Bombe im Gegensatz zu früher eine größere Rolle spielt.
Ein Schutz vor B- und C-Waffen kann bei einem erkannten Angriff in begrenztem Umfang durch geeignete Schutzvorkehrungen erreicht werden; bei einem unerkannten oder verdeckten Angriff ist ein solcher Schutz äußerst schwierig.
Für militärisches Personal ist zumindest für Teileinheiten ein fast vollständiger Schutz gegen B- und C-Waffen möglich, sofern ein solcher Einsatz frühzeitig erkannt werden kann. Der wirksame Schutz der Zivilbevölkerung ist im Verteidigungsfall zwar schwerer als der der Militärangehörigen möglich, aber dennoch eingeschränkt umsetzbar, da hier eher mit der Anwendung solcher Waffen gerechnet werden kann. Beim unerwarteten militärischen Angriff und besonders bei Zwischenfällen im Frieden, wie z. B. bei kriminellen Akten, ist aufgrund des Nicht-Erkennens eines Angriffes durch arglose Personen, des verzögerten Eintritts der Waffenwirkung, die es naturgemäß besonders bei vielen B-Kampfstoffen gibt, und der an Zahl und Qualität ungenügenden Ausstattung mit Schutzmitteln fast unmöglich, einen wirksamen Schutz herzustellen.

## Sammelschutz
Der Begriff Sammelschutz bezeichnet den gemeinsamen Schutz einer Gruppe von Menschen vor ABC-Kampfmitteln.
Der Begriff umfasst den Schutz von Soldaten, wie auch von Zivilisten, die gemeinsam in einem definierten Raum vor den meisten ABC-Kampfstoffen geschützt sind. Im Gegensatz zum individuellen Schutz, z. B. durch eine Maske, werden die betroffenen Personen gemeinsam durch eine ABC-Schutzanlage mit Frischluft versorgt.
Der geschützte Raum kann ein Fahrzeug, Zelt, Container oder Gebäude sein, das nahezu luftdicht von der Umgebungsluft getrennt ist. Im geschützten Bereich wird mit Hilfe der ABC-Schutzanlage ein Überdruck erzeugt, der verhindert, dass Kampfstoffe in den Innenraum gelangen. Auf Schiffen und Booten der Marine ist dieser Schutz in Form der sogenannten Zitadelle umgesetzt, die bei entsprechenden Lagen komplett schutzbelüftet ist.

## Forschungseinrichtungen
- Wehrwissenschaftliches Institut für Schutztechnologien – ABC-Schutz – ABC-Schutz der Bundeswehr
- Institut für Radiobiologie der Bundeswehr – medizinischer A-Schutz
- Institut für Mikrobiologie der Bundeswehr – medizinischer B-Schutz
- Institut für Pharmakologie und Toxikologie der Bundeswehr – medizinischer C-Schutz
- Labor Spiez, schweizerische Fachstelle für ABC-Schutz